# Энби-Астар
Энби-Астар (имя богини Астар позднее произносилось как Иштар) — царь (лугаль) Киша. 
Носил явно семитское имя, что подтверждает то, что Киш был захвачен аккадцами. Потерпел поражение от лугаля Урука Эн-Шакушаны и был взят в плен.